# Портрет мадам X
«Портрет мадам Х» (англ. Portrait of Madame X, портрет мадам Ікс) — один із ранніх портретів роботи Джона Сінгера Сарджента, що приніс майстру і моделі неприємності.

## Передісторія

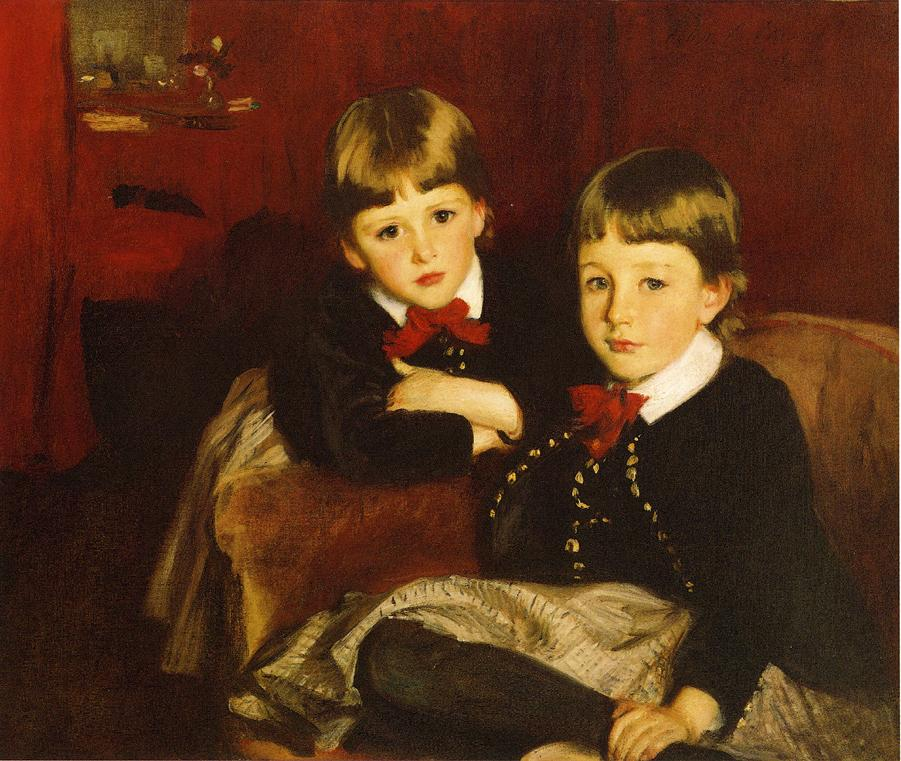
Брати Форбс дітьми, 1887 рік

Досить рано Сарджент звернувся до створення замовних портретів. Спочатку це діти заможних родин, потім дуже багаті візитери до Франції і Парижа. Сарджент швидко відмовився від сміливих композицій в портретах, які знав по скандальних на той час творам французьких майстрів, особливо — імпресіоністів (Портрет Роберта Луїса Стевенсона з дружиною, 1885 р., Бентонвіль, Арканзас, США.) Одна з перших спроб художника створити розкішний світський портрет закінчилася неприємністю. Художник, навпаки, очікував успіху, але щось не склалося.
Він побачив світську даму Вірджинію Готро́  у 1881 році. Вона привабила зір стрункістю і жіночою грацією, хоча її важко було назвати красунею. Готро марнувала життя в Парижі, витрачаючи його на коштовні сукні, візити та бали. Зовсім інші прагнення мав небагатий художник — він прагнув створити портрет, що приніс би йому популярність і замови багатих клієнтів. Мадам Готро не збиралася замовляти портрет, з пропозицією про нього звернувся до неї сам художник.

## Робота над полотном
Вірджинія Авеньо народилася в Луїзіані, її батько був італійцем. По смерті батька Вірджинія перебралася зі США у Париж, де з нею узяв шлюб банкір П'єр Готро. Чужинці для французького суспільства, Вірджинія та художник намагалися чимось затвердити свій статус і власну вартість у французькому оточенні.
Готро спочатку не дала згоди на позування. Але таки наважилась і художник почав роботу лише у 1883 році. Бо очікувався черговий Салон, на виставку якого розраховували вже і художник, і його модель. Було багато сеансів, коли митець спостерігав за дамою, що не була слухняною, базікала і рухалась. Все це заважало створенню парадного портрета у повний зріст, який мав на меті художник.
Перший варіант портрета був дещо пікантним, бо художник подав мадам зі пущеною правою бретелькою, що стояла і без того з досить сміливим декольте. Очікування не виправдалися. Портрет засудили — замість прийняття і успіху був невеликий скандал. Аби якось упоратися з неприємною несподіванкою, художник змінив назву твору  з «Портрет мадам ***» на «Портрет мадам Х». Але вельможна публіка, що блукала залами Паризького салону, впізнала модель і зробила свої висновки. Вельможі відкликали свої замовлення у Сарджента, бажаючи покарати його. На портрет було створено карикатури, що довершувало зневагу до твору.

## Нова редакція твору

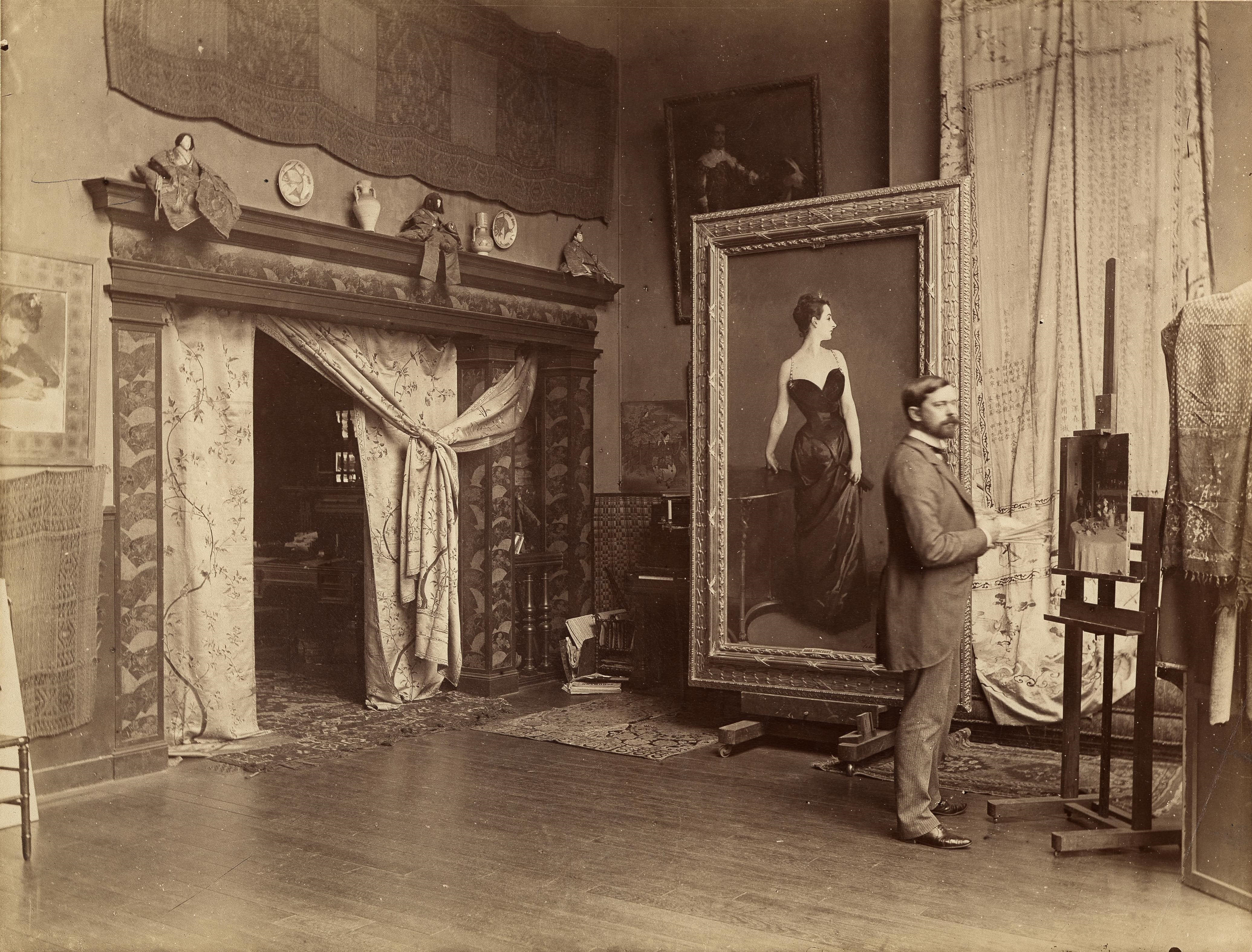
В майстерні Сарджена у 1885 році

Художник зробив ще один варіант портрета, де підняв бретельку з низки коштовного каміння, але залишив сміливий розворот моделі і її сміливе декольте. Мадам стоїть біля вишуканого столика, де стільниця протиставлена постаменту, наче підкреслюючи позу жінки, гнучкої як металева спіраль. Родина Готро не збиралася купувати портрет і після виставки його повернули в майстерню художника.
Джон Сарджент виставив портрет спочатку у власній майстерні, а пізніше перевіз його у Лондон. Він зберігався серед майна художника майже тридцять років. Сарджент давав його на різні виставки, в тому числі міжнародні, але покупців не було. Хоча твір набував відомості і вже контрастував своїм реалізмом з новітніми паризькими течіями на кшталт кубізму. У 1916 році портрет придбав музей Метрополітен, бо бажав мати твори митця, що створив також портрети двох американських президентів.
Друга версія портрета зі спущеною бретелькою стане надбанням Галереї Тейт у Лондоні.